# Đại hỏa hoạn Chicago

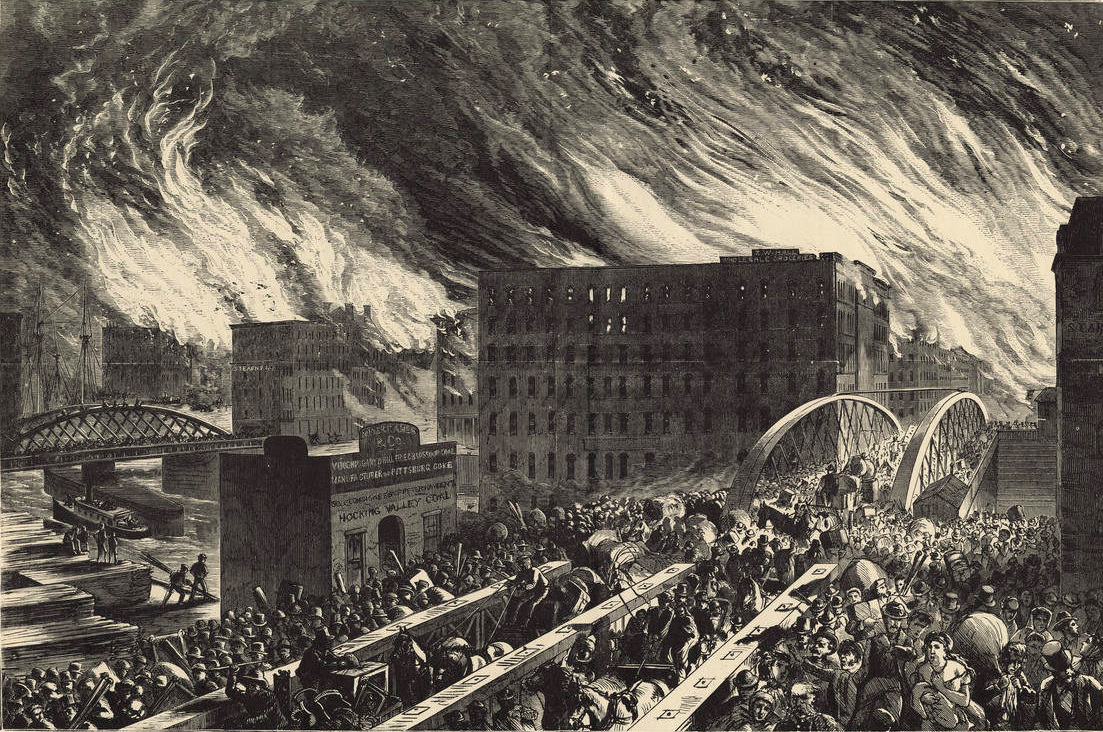
Tranh vẽ Vụ cháy của Jonh Chapin trên Tuần báo Happer

Đại hỏa hoạn Chicago kéo dài từ ngày Chủ nhật 08 tháng 10 năm 1871 đến sáng ngày thứ Ba 10 tháng 10 năm 1871. Sự kiện hỏa hoạn này đã làm chết 300 người, phá hủy toàn bộ trong khoảng 3,3 dặm vuông (9 km2) diện tích thành phố Chicago, bang Illinois, Mỹ và khiến hơn 100.000 người lâm vào cảnh mất nhà cửa. Mặc dù vụ cháy là một trong những thảm họa lớn nhất nước Mỹ vào thế kỷ 19, phá hủy phần lớn khu vực trung tâm của thành phố Chicago, nhưng thành phố đã được xây dựng lại và tiếp tục phát triển để trở thành một trong những thành phố đông dân nhất và quan trọng về kinh tế của nước Mỹ.
Cũng trong buổi đêm bùng phát vụ cháy trên, một đám cháy khác lớn hơn đã tiêu hủy thành phố Peshtigo thuộc bang Wisconsin và các làng mạc, thị trấn khác ở phía bắc của vịnh Green, Wisconsin.

## Nguồn gốc

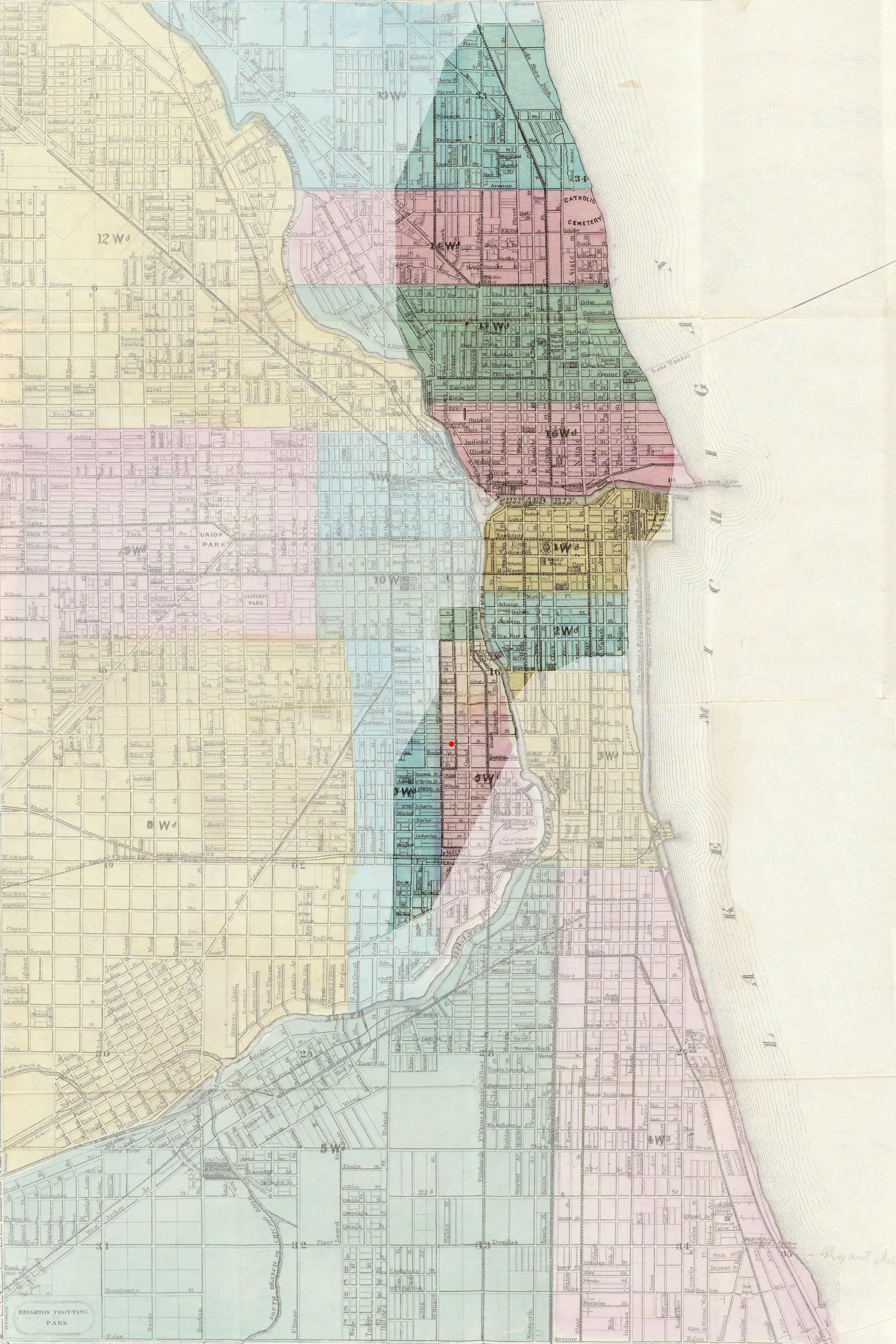
Bản đồ Chicago năm 1868. Phần tô màu đậm là khu vực bị phá hủy bởi đám cháy

## Lan truyền của ngọn lửa

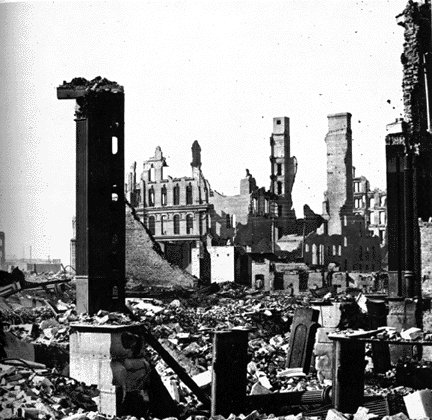
Hậu quả của đám cháy, góc đường Dearborn và Monroe, 1871

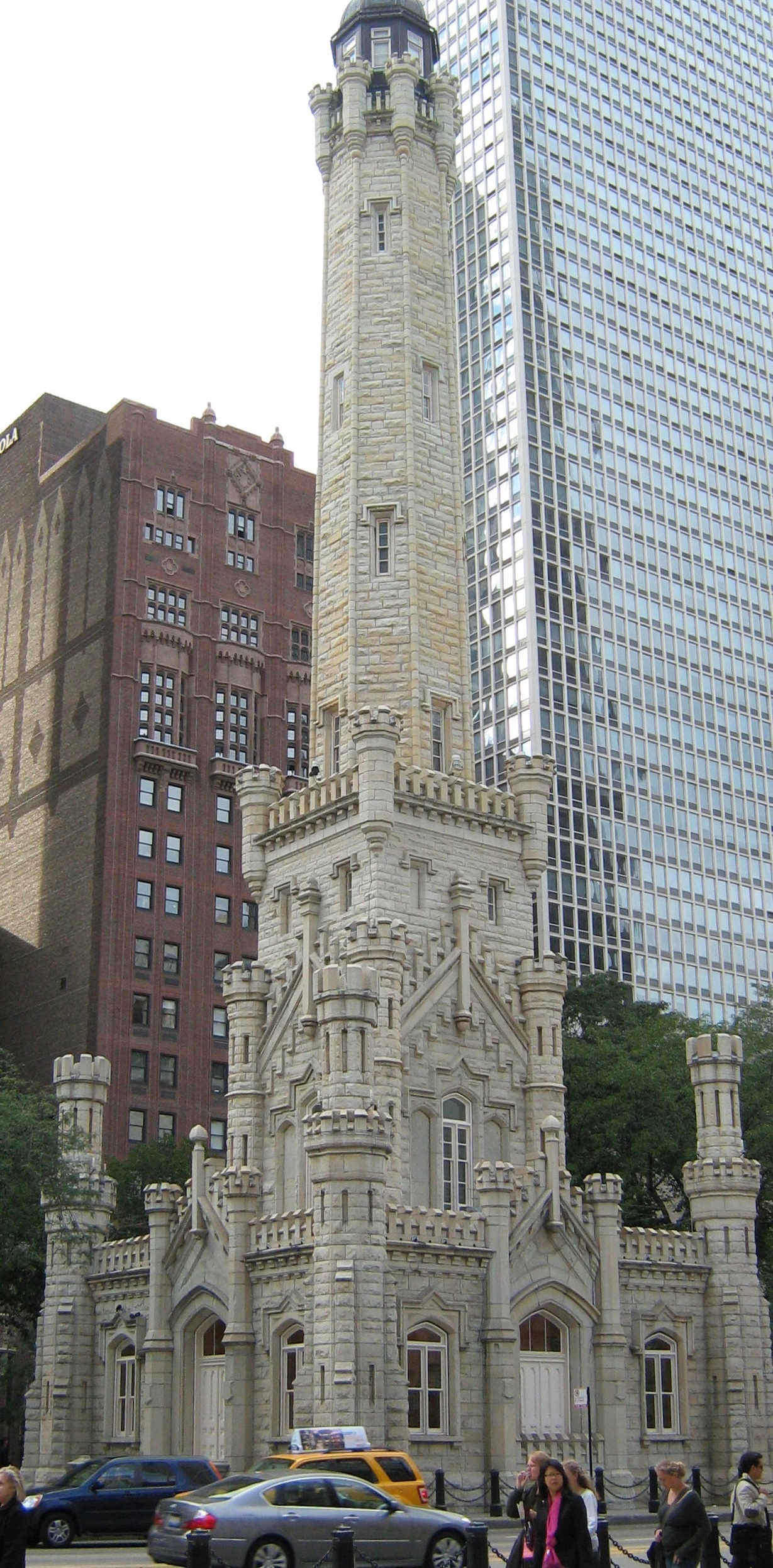
Tháp nước Chicago

## Hậu quả

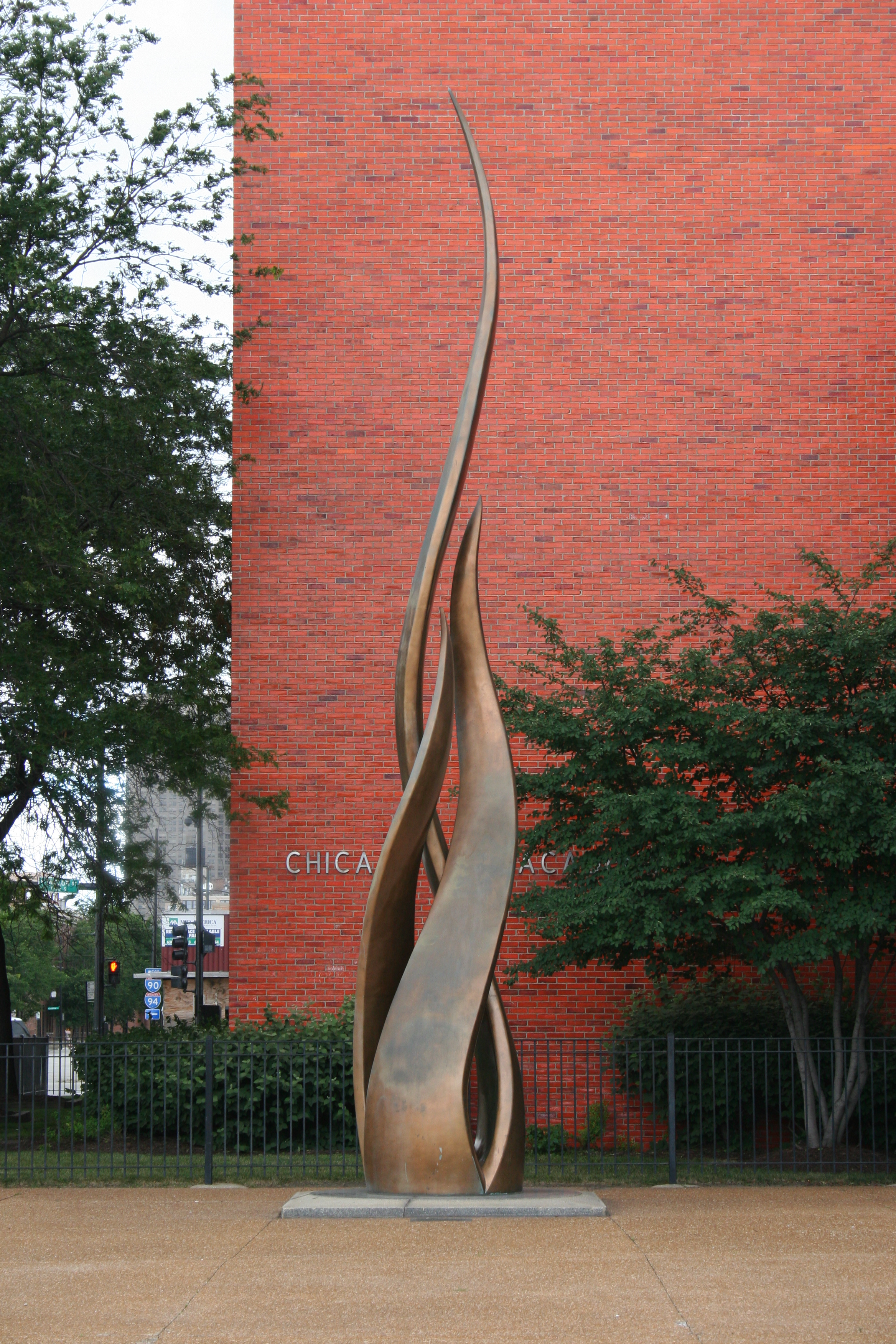
Điểm xuất phát cháy, nay nằm trong khuôn viên Học viện PCCC Chicago, được đặt tác phẩm Pillar of Fire

Cờ biểu tượng của thành phố Chicago với ngôi sao thứ hai được đặt ra nhằm kỷ niệm đại hỏa hoạn này.

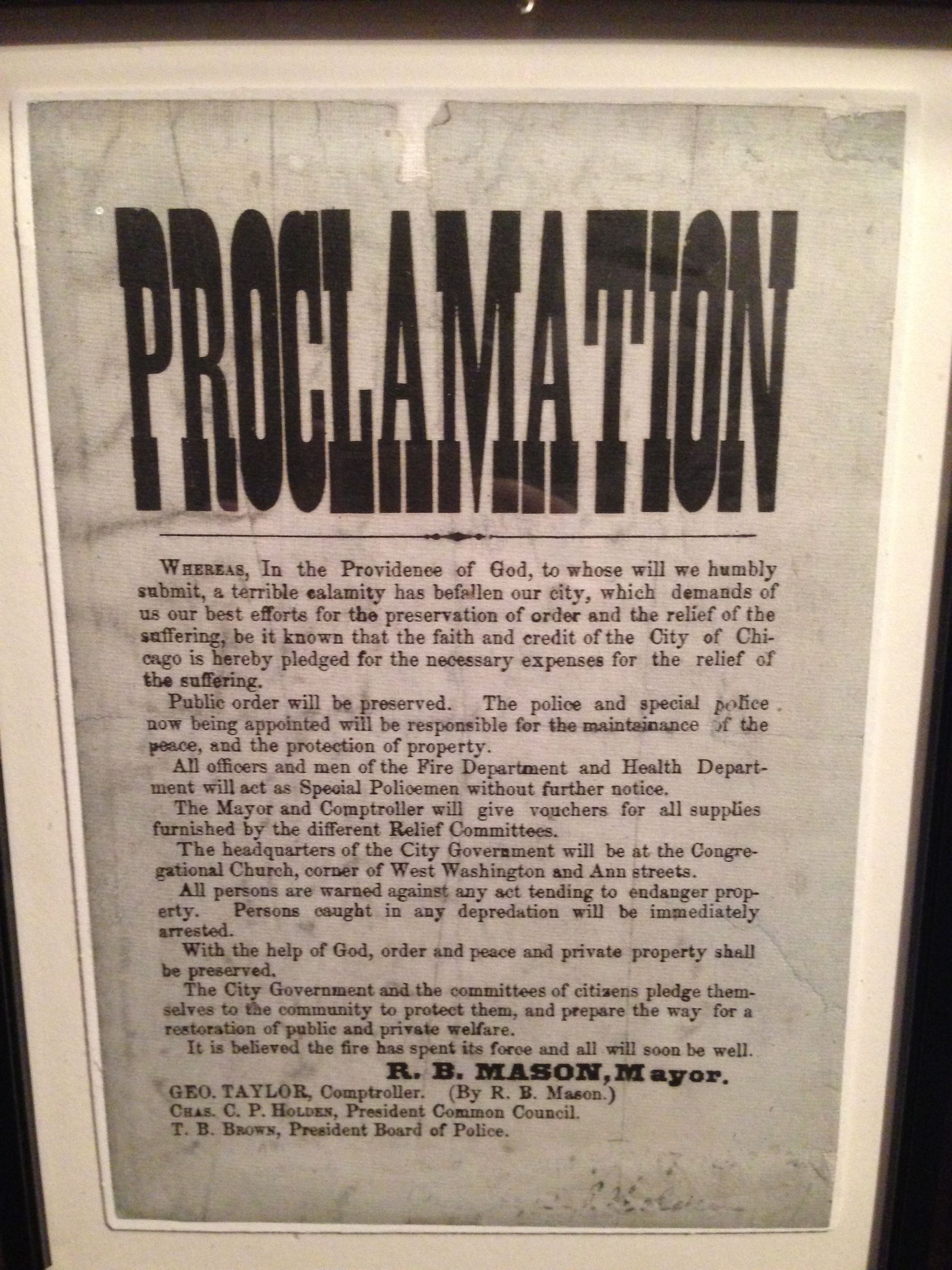
Tuyên ngôn, Bảo tàng Lịch sử Chicago

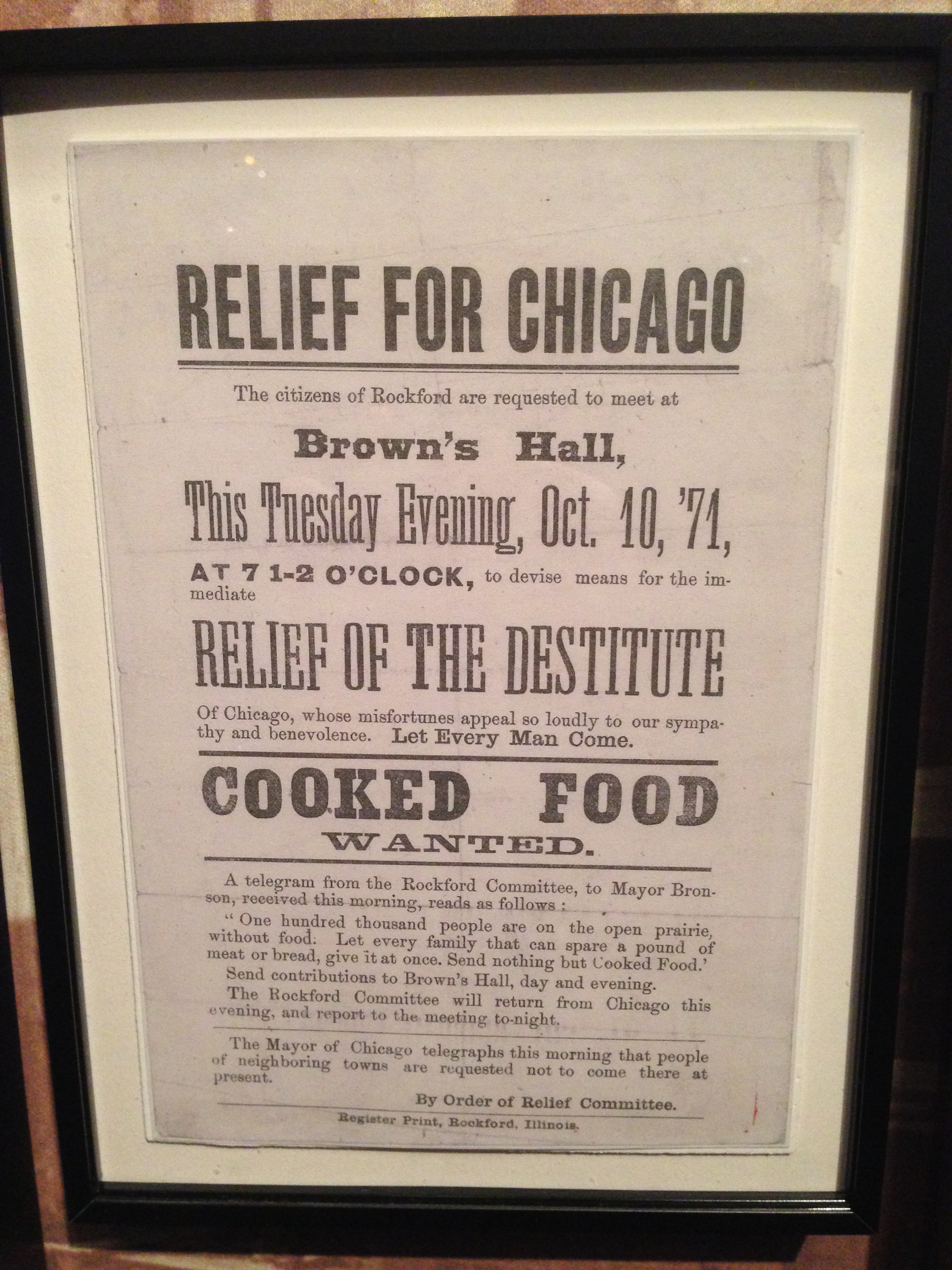
Cứu trợ cho những người bị nạn, Bảo tàng Lịch sử Chicago

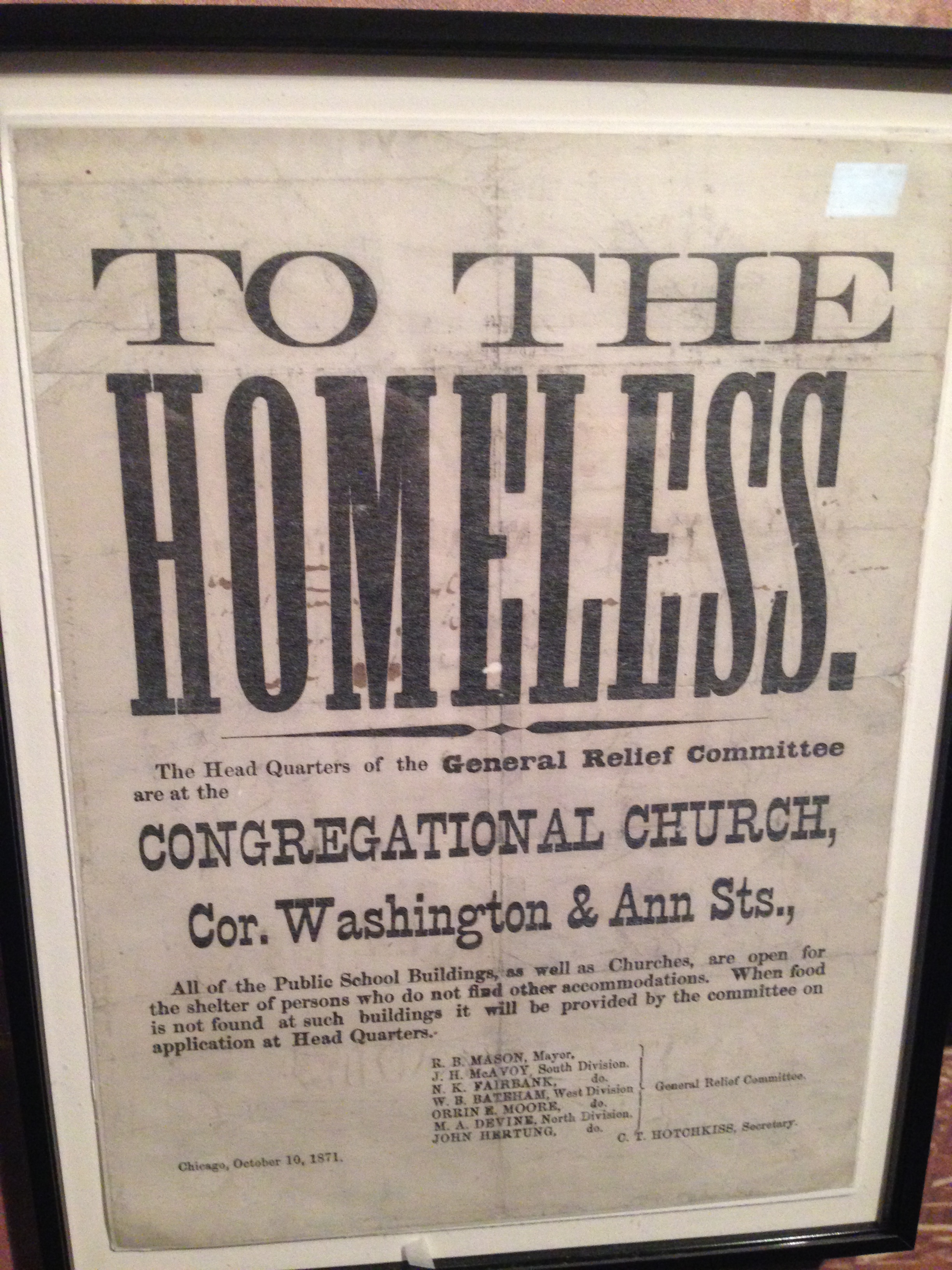
Cho những người vô gia cư vì đám cháy ở Chicago, bảo tàng Lịch sử Chicago